# Ernst Lecher
Ernst Lecher (1 de junio de 1856 – 19 de julio de 1926) fue un físico austriaco, que desde 1909 lideró el Primer Instituto de Física en Viena. Es recordado por el desarrollo de un aparato —denominado "líneas de Lecher"— diseñado para medir la longitud de onda y la frecuencia de señales de radio.

## Semblanza
El padre de Lecher, Zacharias K. Lecher, era editor del periódico principal de Viena, Neue Freie Presse, que contribuyó a difundir el descubrimiento de los rayos X realizado por su colega alemán Wilhelm Röntgen en 1896. Su hermano era el abogado y político Otto Lecher.
Tras asistir al Gimnasium Académico en Viena, Lecher estudió física en la Universidad de Viena y recibió su doctorado en 1879 por la Universidad de Innsbruck. Estaba casado con la filántropa Helene Lecher (de apellido natal von Rosthorn). El sobrino de Lecher, Konrad Zacharias Lorenz, ganó el Premio Nobel de Medicina en 1973.
Tras iniciarse como profesor de física, en 1882 se trasladó a Viena, donde estudió hasta 1890 como asistente en el Departamento de Física de la Universidad, período en el que obtuvo su Habilitación de Física Experimental, que le fue concedida en 1884. Entre 1891 y 1895 fue profesor en Innsbruck, posteriormente sucedió a Ernst Mach como profesor de física experimental en la Universidad Alemana de Praga, y en 1909 regresó a Viena.
En reconocimiento a sus trabajos de investigación, la Universidad de Viena designó a Lecher en 1909 para dirigir el Primer Instituto de Física, y fue elegido miembro de la Academia de Ciencias de Viena en 1914.
En octubre de 1925, una enfermedad grave lo obligó a retirarse. Lecher murió en Viena medio año después. Sus restos descansan en el cementerio Döblinger de Viena.

## Publicaciones
- Studie über elektr. Resonanzerscheinungen, 1890
- Lehrbuch der Physik für Mediziner und Biologen, 1912

## Reconocimientos
- En 1892 fue elegido miembro de la Academia Leopoldina.
- Lleva su nombre el "Instituto Ernst Lecher", una organización dedicada a la investigación sobre el radar, instalada en los años 1940 en Reichenau, al sur de Viena. Actualmente forma parte del Instituto Max Planck.[6]